# Comuna Bogdana, Teleorman
Bogdana este o comună în județul Teleorman, Muntenia, România, formată din satele Bogdana (reședința), Broșteanca, Ulmeni și Urluiu.

## Istorie
La sfârșitul secolului al XIX-lea, comuna făcea parte din plasa Târgului a județului Teleorman având în componență cătunele Bogdana, Broșteanca și Ulmeni, cu o populație de 1600 de locuitori. În comună exista o școală mixtă cu 48 de elevi și două biserici. La acea vreme, pe teritoriul actual a comunei, în aceiași plasă mai funcționa și comuna Pârlita care era alcătuită doar din satul Pârlita și avea o populație de 827 de locuitori. În comună funcționa o școală mixtă cu 26 de elevi și o biserică.
Anuarul Socec din 1925 consemnează comuna în plasa Roșiori a aceluiași județ, cu o populație de 2580 de locuitori. Comuna Pârlita făcea parte din aceiași plasă și avea o populație de 1080 de locuitori (în satele Pârlita, Plosca, Salcia și Traian). 
În 1931, satul Broșteanca a fost transferat comunei Pârlita, iar satul Ulmeni se desprinde de comuna Bogdana, înființându-se comuna Ulmeni.
În anul 1950, comunele au trecut în administrația raionului Alexandria al regiunii Teleorman, raion care, doi ani mai târziu, a fost inclus în regiunea București, iar în anul 1964, comuna Pârlita a primit numele de Urluiu.
În 1968, comuna a trecut la județul Teleorman. Tot atunci, comunele Urluiu și Ulmeni sunt desființate iar satele ei au fost trecute la comuna Bogdana.

## Demografie
Componența etnică a comunei Bogdana
     Români (92,04%)
     Alte etnii (0,87%)
     Necunoscută (7,08%)
Componența confesională a comunei Bogdana
     Ortodocși (83,42%)
     Adventiști (8,88%)
     Alte religii (0,46%)
     Necunoscută (7,24%)
Conform recensământului efectuat în 2021, populația comunei Bogdana se ridică la 1.948 de locuitori, în scădere față de recensământul anterior din 2011, când fuseseră înregistrați 2.493 de locuitori. Majoritatea locuitorilor sunt români (92,04%), iar pentru 7,08% nu se cunoaște apartenența etnică. Din punct de vedere confesional, majoritatea locuitorilor sunt ortodocși (83,42%), cu o minoritate de adventiști (8,88%), iar pentru 7,24% nu se cunoaște apartenența confesională.

## Politică și administrație
Comuna Bogdana este administrată de un primar și un consiliu local compus din 11 consilieri. Primarul, Marin Pirnea[*], de la Partidul Social Democrat, este în funcție din 2012. Începând cu alegerile locale din 2024, consiliul local are următoarea componență pe partide politice:
|  | Partid                    | Consilieri | Componența Consiliului | Componența Consiliului | Componența Consiliului | Componența Consiliului | Componența Consiliului | Componența Consiliului |
|  | ------------------------- | ---------- | ---------------------- | ---------------------- | ---------------------- | ---------------------- | ---------------------- | ---------------------- |
|  | Partidul Social Democrat  | 6          |                        |                        |                        |                        |                        |                        |
|  | Partidul Național Liberal | 5          |                        |                        |                        |                        |                        |                        |

## Monumente istorice
Patru monumente istorice se găsesc în comuna Bogdana, printre care: Casa Dumitru Vlad din satul Bogdana, localizat peste drum de școală și datează din anul 1900, Casa Ion Rădoi, din satul Bogdana, localizat în partea de est a satului, care datează din mijlocul secolului al XIX-lea, Casa Ion Popa din satul Broșteanca localizat la ieșirea din sat, spre Urluiu, care datează din 1910 și Casa Constantin Cutieru din același sat, localizat pe Strada Principală și datează din anul 1920.

## Personalități
- Tudor Mohora (n. 1950) - politician și chimist român